# Bundesforschungsanstalt für Landeskunde und Raumordnung
Die Bundesforschungsanstalt für Landeskunde und Raumordnung (BfLR) (1949–53 Amt für Landeskunde, 1953–58 Bundesanstalt für Landeskunde, 1959–67 Bundesanstalt für Landeskunde und Raumforschung) mit dem Institut für Landeskunde war eine der Vorläuferorganisationen des Bundesamtes für Bauwesen und Raumordnung, in das sie 2004 überging.  
Sie ging mittelbar aus der Reichsstelle für Raumordnung, die 1935 gegründet wurde, und aus dem 1941 um die von Emil Meynen geleitete Abteilung für Landeskunde erweiterten  Reichsamt für Landesaufnahme hervor, welche die nationalsozialistische Blut-und-Boden- und Volk-ohne-Raum-Politik umsetzen sollten. Nach deren Auflösung 1945 wurden das Institut für Landeskunde und das Institut für Raumforschung Ende der 1940er Jahre gegründet; zunächst in Landshut ansässig, wurde das weiter unter der Leitung Emil Meynens stehende Amt für Landeskunde im Mai 1951 nach Remagen verlegt, ab 1959 war die nunmehrige Bundesanstalt in Bad Godesberg ansässig. Die beiden Institute dienten den Alliierten zunächst der Steuerung von Flüchtlingsströmen und landeskundlichen Erhebungen. Der geographische Ansatz der Landeskunde verlor bis in die 1970er Jahre immer mehr an Bedeutung und wurde von einer zunehmend sozialwissenschaftlich orientierten Raumordnung verdrängt. 1973 gingen sie in der Bundesforschungsanstalt für Landeskunde und Raumordnung auf. Hauptziel der Bundesanstalt war, mit Hilfe der Raumordnung gleichwertige Lebensverhältnisse in der Bundesrepublik herzustellen.
Sie gab das Handbuch der naturräumlichen Gliederung Deutschlands und die Geographische Landesaufnahme 1:200.000 heraus.

## Quelle
- Bundesamt für Bauwesen und Raumordnung: Geschichte. (online – Archivlink)